# Jonatan Berg
Anders Kenneth Jonatan Berg, född 9 maj 1985 i Torsby, Värmlands län, är en svensk före detta fotbollsspelare.
Berg är äldre bror till fotbollsspelaren Marcus Berg.

## Klubbkarriär
Bergs moderklubb är IFK Velen. Han spelade även som junior för Torsby IF, innan han gick till IFK Göteborg där han i flera år spelade tillsammans med sin bror, Marcus Berg. Han lånades ut till GAIS inför höstsäsongen 2006 och var utlånad till Trelleborg 2007. 
Den 25 januari 2009 skrev Berg på för Gefle IF som bosman. I juli 2010 skrev han på ett tvåårskontrakt med italienska Taranto. Han hade ett år kvar på kontraktet men valde i oktober 2011 att bryta kontraktet med klubben.
Berg valde efter att ha lämnat Italien att flytta hem till Sverige och skrev på ett ettårskontrakt med Varbergs BoIS. Under säsongen spelade han 27 matcher, varav 24 från start på vilka han lyckades göra två mål och sex assist. Varberg valde dock inte att förlänga kontraktet med Berg efter säsongen.
I mars 2013 skrev Berg på ett tvåårskontrakt med IK Sirius. I november 2014 förlängde han sitt kontrakt med ett år. Efter säsongen 2015, i samband med att hans kontrakt i Sirius gick ut, valde Berg att avsluta sin fotbollskarriär.